# جاك فورد (لاعب اتحاد الرغبي)
جاك فورد (بالإنجليزية: Jack Ford)‏ هو لاعب اتحاد الرغبي أسترالي، ولد في 17 فبراير 1906 في Sheffield, Tasmania ‏ في أستراليا، وتوفي في 20 فبراير 1985 في سيدني في أستراليا.